# Polythiofen

Struktura polythiofenu

Polythiofen je polymer odvozený od monomerní jednotky thiofenu, což je heterocyklická sloučenina obsahující ve svém řetězci síru. Tato poměrně nová třída materiálu je zajímavá svou π-konjugací, která vzniká střídáním jednoduchých a dvojných uhlíkových vazeb v hlavním řetězci polymeru. Vznikají zde nepárové π-elektrony, které umožňují přenos náboje podél polymerního řetězce a způsobují tak vodivost nebo polovodivost materiálu. Za studium těchto vodivých polymerů dostali v roce 2000 Nobelovu cenu vědci Alan J. Heeger, Alan MacDiarmid a Hideki Širakawa.
Polythiofen a jeho deriváty jsou zajímavé díky snadné modifikaci jejich struktur a vysoké stabilitě dopovaných i nedopovaných stavů. Materiál je studován z hlediska elektronové struktury a vlivu dopantů na elektrické vlastnosti polymerního materiálu, přičemž šířka zakázaného pásu se může pohybovat mezi 3 a 1 eV v závislosti na použitém dopantu nebo postranním řetězci. Změnou morfologie a geometrie lze měnit pásovou strukturu a optické vlastnosti materiálů. U dopovaného polythiofenu jsou hlavními nosiči náboje bipolarony nebo polaronové páry. 

## Syntéza polythiofenu

### Elektrochemická syntéza
Při elektrochemické syntéze se přes roztok obsahující thiofen a elektrolyt přivádí potenciál, čímž se na anodě vytvoří film polythiofenu. Při této syntéze není potřeba polymer izolovat ani čistit, ale může dojít ke vzniku nepravidelných struktur vlivem síťování. Kvalita připraveného filmu je ovlivněna řadou faktorů, mezi které patří materiál elektrody, proudová hustota, teplota, rozpouštědlo, koncentrace monomeru, přítomnost vody a druh elektrolytu. Dalšími důležitými faktory, které spolu vzájemně souvisejí, jsou struktura monomeru a potenciál. 

### Chemická syntéza

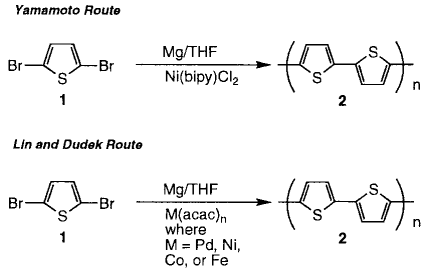
První chemická syntéza polythiofenu

Tento proces nabízí oproti předchozímu dvě výhody: větší výběr monomerů a při použití vhodných katalyzátorů možnost syntetizovat dokonale regioregulární substituované polythiofeny. Mezi prvními katalyzátory pro chemickou syntézu byly hořčík v tetrahydrofuranu a dichlorid nikl(bipyridin). Pozdější vývoj také přinesl možnost syntetizovat polythiofen s vyšší molární hmotností a lze je rozdělit do dvou skupin na základě jejich struktury. Regioregulární polythiofeny lze syntetizovat katalytickými křížovými spojovacími reakcemi bromothiofenů, zatímco polymery s různýmstupněm regioregularitylze jednoduše syntetizovat oxidační polymerací.

## Vodivostní mechanismus a dopování materiálu
Elektrony jsou delokalizovány podél konjugovaných páteří polymerů. Odebráním elektronů z π-systému (p-doping) nebo přidáním elektronů do π-systému (n-doping) vzniká nabitá jednotka, nazývaná bipolaron. Bipolaron se pohybuje jako jednotka polymerním řetězcem nahoru a dolů a zodpovídá za vodivost polymeru. Vodivost polythiofenu je 1000 S/cm.
Dopování polymeru je možné provést při jeho syntéze. Při elektrochemické syntéze polythiofenu se protiionty rozpuštěné v rozpouštědle mohou spojit s polymerem, který je na elektrodě nanesen v oxidované formě. Na elektrodě se tak vytvoří silný film a polymer vede elektrony ze substrátu na povrch filmu. Redukce vodivého polymeru, tedy n-doping, je na rozdíl od p-dopingu méně častá. Úrovně n-dopování jsou nižší, cykly n-dopování jsou méně účinné a je tak potřeba zvyšovat počet cyklů k maximálnímu dopování. K dopování byla použita řada činidel, mezi kterými obzvlášť vysoké vodivosti poskytují jod a brom, které se ale kvůli nestabilitě z materiálu vypařují. Některé organické kyseliny, jako například kyselina trifluoroctová, propionová a sulfonová, poskytují polytiofenu nižší vodivost, ale díky větší stabilitě neunikají z materiálu. Mezi další p-dopanty patří mimo jiné chlorid zlatitý a kyselina trifluormethansulfonová. 

## Deriváty polythiofenu
Polythiofen a jeho oxidované deriváty mají špatné zpracovatelské vlastnosti. Jsou nerozpustné v běžných rozpouštědlech a špatně se taví. Například dopované nesubstituované polythiofeny jsou rozpustné pouze ve speciálních rozpouštědlech, jako je fluorid arsenitý a arseničný. Přestože je jejich zpracovatelnost špatná, potenciální vysoká teplotní stabilita a velmi vysoká elektrická vodivost polythiofenových filmů z nich stále činí velmi žádaný materiál. Nicméně intenzivní zájem vzbuzují zejména rozpustné polythiofeny, v tomto případě polymery odvozené od 3-alkylthiofenů, pomocí kterých můžeme připravit tzv. polyalkylthiofeny.

### Polyalkylthiofeny

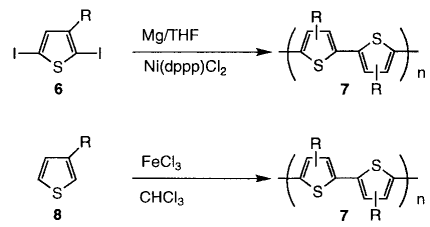
Syntéza polyalkylthiofenů

Tyto rozpustné polymery jsou odvozeny od 3-substituovaných thiofenů, kde 3-substituent je butyl nebo delší. Rozpustné jsou také kopolymery, např. poly(3-methylthiofen-co-3-oktylthiofen).
Čtyři možné triády ve struktuře polymeru vznikají spojením 3-substituovaných thiofenů.
Jednou z nežádoucích vlastností 3-alkylthiofenů je proměnlivá regioregulárnost polymeru. V případě polyalkylthiofenů a jejich mikrostruktury se mohou 3-substituované thiofeny párovat za vzniku těchto tří diád:
- 2,5, neboli hlava-pata spojení
- 2,2, neboli hlava-hlava spojení
- 5,5, neboli pata-pata spojení

Tyto tři diády lze kombinovat do čtyř různých triád. Triády jsou rozlišitelné pomocí NMR spektroskopie.
Regioregulárnost ovlivňuje vlastnosti těchto polymerů. Regioregulární kopolymer 3-methylthiofenu a 3-butylthiofenu měl vodivost 50 S/cm, zatímco regioregulárnější kopolymer s poměrem hlava-pata a hlava-hlava spojení v poměru 2:1 měl vyšší vodivost, 140 S/cm. Filmy regioregulárního poly(3-(4-oktylfenyl)thiofenu) s více než 94% obsahem spojení hlava-pata měly vodivost 4 S/cm, zatímco u regioregulárního poly(3-(4-oktylfenyl)thiofenu) to bylo 0,4 S/cm. Polyalkylthiofeny připravené pomocí Riekeho zinku tvořily "krystalické, pružné a bronzově zbarvené filmy s kovovým leskem". Naproti tomu odpovídající regioregulární polymery vytvářely "amorfní a oranžově zbarvené filmy." Porovnání termochromních vlastností Riekeho polyalkylthiofenů ukázalo, že zatímco regioregulární polymery vykazovaly silné termochromní účinky, absorpční spektra regioregulárních polymerů se při zvýšených teplotách výrazně neměnila. Konečně, fluorescenční absorpční a emisní maxima poly(3-hexylthiofenu) se vyskytují při stále nižších vlnových délkách (vyšší energii) s rostoucím obsahem diád obsahujících spojení hlava-hlava. Rozdíl mezi absorpčním a emisním maximem, Stokesův posun, se také zvyšuje s obsahem diád obsahujících spojení hlava-hlava, což přičítají většímu odlehčení od konformačního napětí v prvním excitovaném stavu. 

#### Speciální polythiofeny
Polythiofeny rozpustné ve vodě jsou např. poly(3-tiofenalkansulfonáty) sodíku, které kromě rozpustnosti ve vodě působí jako protiionty a vytvářejí samonosné vodivé polymery. Substituované polythiofeny s navázanými karboxylovými kyselinami rovněž vykazují rozpustnost ve vodě.
Byly polymerizovány thiofeny s chirálními substituenty v poloze 3. Takové chirální polythiofeny by v zásadě mohly být použity pro detekci nebo separaci chirálních analytů.
Poly(3-(perfluoroktyl)thiofen) je rozpustný v superkritickém oxidu uhličitém.
Oligotiofeny na obou koncích zakončené tepelně labilními alkylestery byly odlity jako filmy z roztoku a poté zahřáty, aby se odstranily rozpouštěcí koncové skupiny. Snímky z mikroskopie atomárních sil (AFM) ukázaly výrazné zvýšení uspořádání na dlouhé vzdálenosti po zahřátí.
Fluorované polythiofeny poskytují 7% účinnost v polymer-fullerenových solárních článcích. 

## Aplikace materiálu
Pro tento materiál bylo navrženo několik aplikací, pro které by polythiofeny mohly být přínosné. Žádná z nich však doteď[kdy?] nebyla komerčně využita. Potenciální aplikace zahrnují například elektroluminiscenční zařízení, solární články, baterie, diody, tranzistory s polem a fotochemické rezistory. Aplikace lze dělit na statické, jako například produkce antistatických povlaků, a dynamické, kam patří například aplikace, kdy se na polymerní film přivádí potenciál a využívají se k výrobě oken a zrcadel, která se mohou po přivedení elektrického potenciálu stát neprůhlednými nebo reflexními. Předmětem výzkumu je pak mimo jiné využití polythiofenu jako senzorů reagujících na analyt. 